# Министерство культуры Швеции
Министерство культуры Швеции отвечает за культурную политику Швеции.

## Подчиненные агентства

### Общие культурные мероприятия
- Шведский национальный совет по вопросам культуры
- Фонд культуры будущего
- Фонд шведско-норвежского сотрудничества

### Язык, литература, библиотеки и архивы
- Шведский институт языка и фольклора
- Шведский национальный архив и шведские областные архивы
- Шведский авторский фонд
- Шведская нац библиотека

### Изобразительное искусство, дизайн и прикладное искусство
- Шведская Королевская академия художеств
- Шведский национальный Ремесленный совет
- Шведский Национальный художественный совет

### Кино, художество и наследие
- Шведский институт кинематографии
- Шведский Грантовый комитет искусств
- Шведский комитет охраны памятников старины

### СМИ
- Шведский комитет телевидения для глухих
- Шведская комиссия по телерадиовещанию
- Шведского радио и телевидение
- Шведский совет по вопросам насилия в СМИ
- Шведский национальный совет по классификации фильмов

### Музеи и выставки
- Шведский музей архитектуры
- Шведский музей танца
- Театральный музей
- Еврейский музей Швеции
- Музей современного искусства
- Шведский национальный музей изобразительных искусств
- Музей Князя Евгения Вальдемарсудде
- Шведский музей естественной истории
- Шведский Национальный музей истории культуры
- Шведский Музей армии
- Шведский музей национальных древностей
- Шведский национальный музей мировой культуры
- Шведский национальный музей науки и техники
- Дом танца
- Шведский королевский театр
- Шведская Королевская академия музыки
- Шведская королевская опера
- Шведский Национальный концертный институт

### Религиозные общины
- Шведская комиссия по государственным грантам для религиозных общин